# Міста Намібії
Міста Намібії (англ. Cities in Namibia) — урбанізовані населені пункти африканської країни Намібія. 
За даними інтернет-сайту World Gazeteer, у Намібії налічується 40 міст з чисельністю населення понад 2 тис. мешканців.

## Найбільші міста
| Найбільші міста Намібії (за оцінкою на 2010 рік) | Найбільші міста Намібії (за оцінкою на 2010 рік) | Найбільші міста Намібії (за оцінкою на 2010 рік) | Найбільші міста Намібії (за оцінкою на 2010 рік) | Найбільші міста Намібії (за оцінкою на 2010 рік) | Найбільші міста Намібії (за оцінкою на 2010 рік) |
| ------------------------------------------------ | ------------------------------------------------ | ------------------------------------------------ | ------------------------------------------------ | ------------------------------------------------ | ------------------------------------------------ |
| Зображення:                                      |                                                  |                                                  |                                                  |                                                  |                                                  |
| Назва:                                           | Віндгук (01)                                     | Рунду (02)                                       | Волфіш-Бей (03)                                  | Ошакаті (04)                                     | Свакопмунд (05)                                  |
| Населення: (оцінка на 2010 рік)                  | 315 932                                          | 81 501                                           | 67 201                                           | 39 679                                           | 34 326                                           |
| Зображення:                                      |                                                  |                                                  |                                                  |                                                  |                                                  |
| Назва:                                           | Грутфонтейн (06)                                 | Катіма-Муліло (07)                               | Окаханджа (08)                                   | Очиваронго (09)                                  | Рехобот (10)                                     |
| Населення: (оцінка на 2010 рік)                  | 28 999                                           | 27 861                                           | 25 309                                           | 22 964                                           | 20 912                                           |